# Dmitrij Michajlovič Golicyn (1721-1793)
Il Principe Dmitrij Michajlovič Golicyn, in russo Дмитрий Михайлович Голицын? (Turku, 15 maggio 1721 – Vienna, 19 settembre 1793), è stato un diplomatico e ufficiale russo.

## Biografia
Era il figlio del feldmaresciallo principe Michail Michajlovič Golicyn (1674-1730), e della sua seconda moglie, la principessa Tat'jana Kurakina (1697-1757).

## Carriera
Prestò servizio prima nelle Guardie del Reggimento Izmajlovskij, poi nel corpo diplomatico. Nel 1751, gli venne concesso il titolo di Bedchamber, e, nel 1755 fu nominato ciambellano.
Tra il 1760 ed il 1761 venne nominato ambasciatore a Parigi, mentre il 28 maggio 1761 viene proclamato ambasciatore a Vienna, dove svolse un ruolo importante nel miglioramento delle relazioni tra l'imperatore Giuseppe II d'Austria e la corte russa. A Vienna rimase fino al 9 aprile 1792, quando fu sostituito dal conte Andrej Kirillovič Razumovskij, nello stesso anno ricevette il grado di tenente generale.

## Matrimonio
Nel 1751 sposò Ekaterina Dmitrievna Cantemir, damigella d'onore dell'imperatrice Elisabetta. La coppia non ebbe figli.

## Morte
Morì a Vienna venendo inizialmente sepolto nella sua villa di Predigtstuhl (Gallitzinberg), nella città di Ottakring nei pressi di Vienna.